# Лапстарха
Лапстарха (абх. Лаԥсҭарха), до 1992 года (и в настоящее время в Грузии) — Цалкоти (груз. წალკოტი) — село в Абхазии, в Гагрском районе частично признанной Республики Абхазия, согласно административному делению Грузии — в Гагрском муниципалитете Абхазской Автономной Республики. Высота над уровнем моря составляет 80 метров.

## История
Лапстарха в конце XIX века было переименовано в Бараново, в 1948 году — в Цалкоти. Согласно Постановлению ВС Республики Абхазия от 4 декабря 1992 года было восстановлено название Лапстарха. По законам Грузии продолжает носить название Цалкоти.

## Население
По данным 1959 года в селе Цалкоти жило 638 жителей, в основном грузины и русские. В 1989 году в селе проживало 724 человека, в Гантиадском сельсовете (в который входило село) — в основном грузины и армяне.